# Montague Lessler
Montague Lessler (ur. 1 stycznia 1869 w Nowym Jorku, zm. 17 lutego 1938 w Nowym Jorku) – amerykański polityk, członek Partii Republikańskiej.

## Działalność polityczna
W okresie od 7 stycznia 1902 do 3 marca 1903 przez jedną kadencję był przedstawicielem 7. okręgu wyborczego w stanie Nowy Jork w Izbie Reprezentantów Stanów Zjednoczonych.